# Amskroud
Amskroud (en àrab امسكروض, Amskrūḍ; en amazic ⴰⵎⵙⴽⵔⵓⴹ) és una comuna rural de la prefectura d'Agadir Ida-Outanane, a la regió de Souss-Massa, al Marroc. Segons el cens de 2014 tenia una població total de 9.351 persones. Es troba a 40 kilòmetres al nord-est d'Agadir